# Max Moreau
Pour les articles homonymes, voir Moreau.
Max Moreau, né à Soignies en Belgique le 2 septembre 1902 et décédé à Grenade en Espagne le 2 septembre 1992, est un artiste peintre et aquarelliste belge,.

## Éléments biographiques
Max Moreau, fils du peintre Henri Moreau, naît à Soignies, le 2 septembre 1902. En 1905, la famille Moreau s'installe à Bruxelles. Son père, emmène très tôt son fils avec lui dans les cabarets et théâtres de la capitale.
Adolescent, Max Moreau fréquente les musées, il reproduit des œuvres de grands-Maîtres comme Velasquez ou Frans Hals. Il continue à fréquenter les théâtres et réalise un nombre important de portraits d'artistes. En 1920, la famille s'installe à Paris. Naturellement, il y fréquente la Comédie-Française où il se lie d'amitié avec Denis d'Inès dont il réalisera plus de 110 portraits dans différents rôles théâtraux. En 1923, Max Moreau est de retour à Bruxelles, il y accomplit son service militaire. Ses talents de peintre mis au service de plusieurs gradés lui permettent d'effectuer un service militaire peu pénible et souple au niveau des permissions. 
En 1928, il épouse Félicie Leclercq, dite Félia. En 1929, il commence une longue série de voyages. À chacune de ces étapes, il y fréquente les théâtres et réalise des œuvres qu'il diffuse de plus en plus aisément dans la bourgeoisie locale. Il fait cinq longs séjours en Tunisie de 1929 à 1938 au cours desquels il découvre la lumière du Maghreb, fait marquant dans sa peinture. En 1932, il monte une de ses pièces à Tunis, avec la troupe de l'Essor. Il s'agit d'une pièce de théâtre tragi-comique : "Tutus" dans laquelle il tient le premier rôle. C'est un succès. En 1933 et 1934, il expose au Salon tunisien lors de ses séjours. En 1943, il expose au Salon d'Hiver à Paris deux portraits de médecin et des illustrations pour le poème "L'Apothicaire lyrique".
En 1946, il vit un temps à Nice avant que le couple ne s'installe en 1947 au Maroc, à Marrakech. Ils y fréquentent notamment le général Juin et son épouse, le peintre Jacques Majorelle, ainsi que la bourgeoisie coloniale. En 1950, ils s'installent à Paris et en mars 1951, Max Moreau expose à la Galerie Bernheim-Jeune à Paris ses œuvres majeures rapportées du Maroc. En juin 1954, Max Moreau transmet dix tableaux au Salon de l'Armée, sans qu'aucun ne traite d'un sujet militaire, hormis les portraits du Général Juin devenu Maréchal et de son épouse. En octobre 1954, le peintre part seul tenter sa chance à New York, coaché par Mrs Doane. Après avoir engrangé pas mal de commandes de portraits de la gentry, sa femme le rejoint début février 1955. De 1956 à 1960, il retourne à quatre reprises aux États-Unis, principalement à Palm Beach, où ses portraits de la jet set lui rapportent beaucoup d'argent. 
En octobre 1960, il expose à la Galerie Wildenstein à New-York. En 1965, Max Moreau achète le carmen de los Géranios alors à l'abandon, à Grenade dans le quartier de l'Albayzin, en 1966, après des travaux de réfection du carmen (habitation avec patio typique du quartier de l'Albayzin), le couple s'installe définitivement à Grenade.

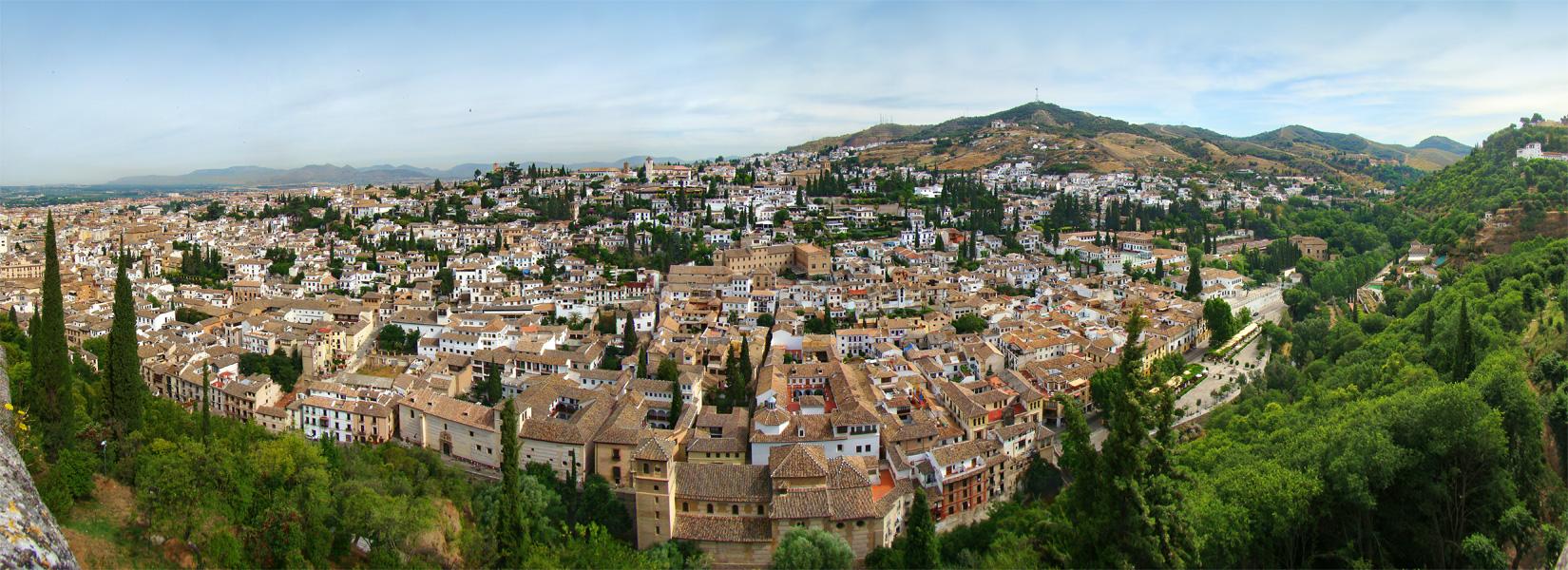
Vue panoramique de Grenade depuis l'Alhambra.

De 1966 à 1981, Max Moreau réalise neuf expositions personnelles en Espagne, principalement à Grenade, et quatre expositions personnelles en Belgique. À partir de 1982, la maladie de Parkinson diminue alors de manière croissante et définitive les facultés du peintre qui n'exposera plus jamais. Max Moreau décède à Grenade, le 2 septembre 1992.
Sa femme décède le 8 décembre 1994, et par exécution testamentaire, toute la succession du couple Moreau échoit à la ville de Grenade qui transforme le carmen en la "Casa Museo Max Moreau", dont l'entrée est libre et gratuite. Une bonne partie du fonds d'atelier y est exposée, et l'atelier du peintre a été entièrement conservé.
Max Moreau exposa dans chacun des pays qu'il visita, et très souvent à Bruxelles. Il réalisa de nombreux portraits comme l'ex-roi d'Italie, une fille Rockefeller, Jules Romains et de nombreux artistes du théâtre, du cinéma et de l'opéra : Pierre Dac, Noël Roquevert, Gino Cervi, Anthony Quinn, Tyrone Power, Henry Fonda, Madeleine Ozeray, Mylène Demongeot, Tito Gobbi, Graziella Sciutti, Pierre Nougaro...